# Граф Абрантеський

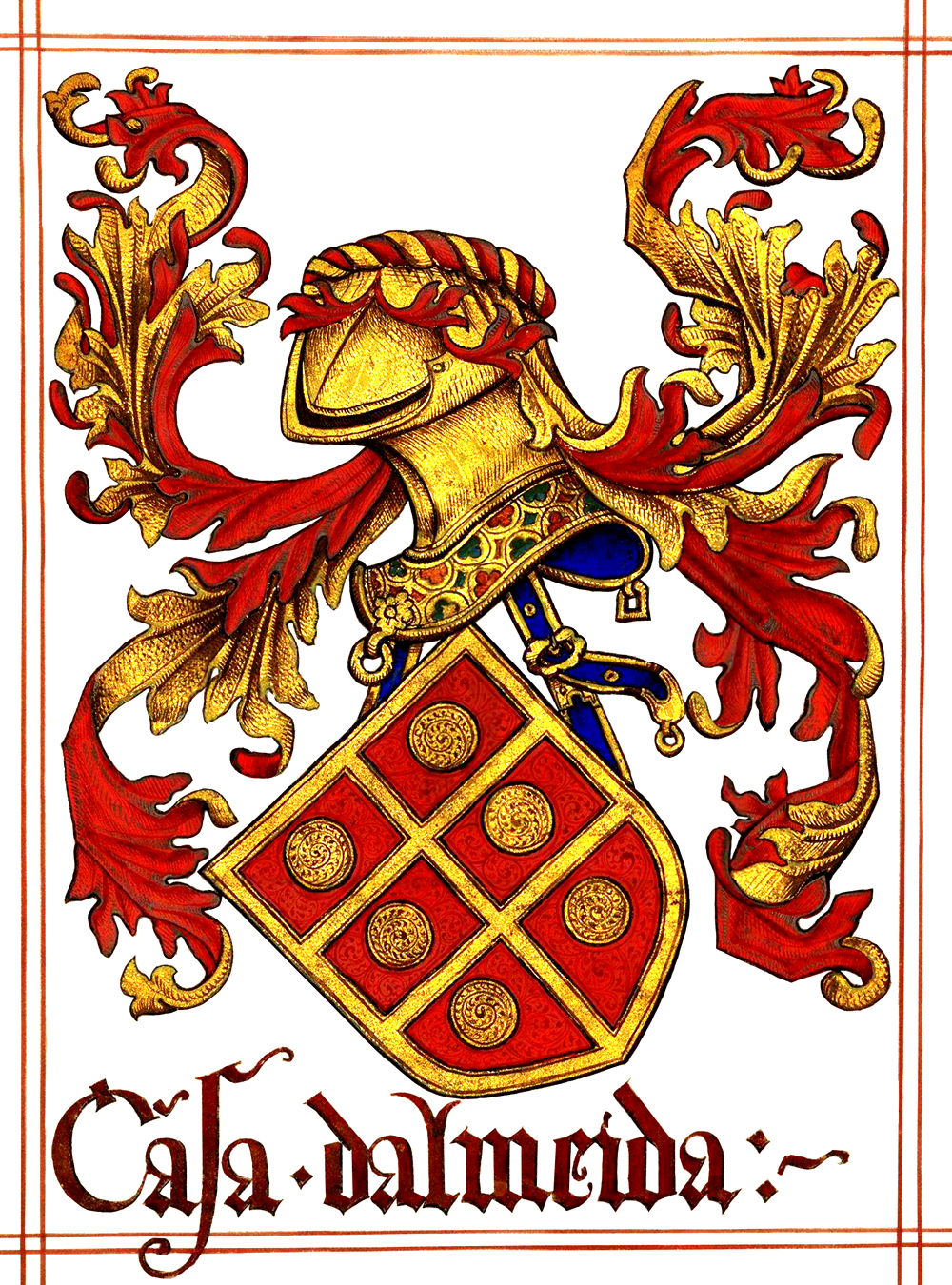
Герб Алмейдівського дому (Livro do Armeiro-Mor, 1509)

Гра́ф Абра́нтеський (порт. Conde de Abrantes) — у 1476—1650 роках шляхетний спадковий графський титул у Португалії. Створений 13 червня 1476 року португальським королем Афонсу V. Назва походить від містечка Абрантеш. Наданий Лопу де Алмейді, праонукові португальського інфанта Жуана, герцога валенсійського і сина короля Педру I. Використовувався 4 представниками роду Алмейд — Лопу, Жуаном, Лопу ІІ і Мігелем. Скасований внаслідок вигасання графського дому після смерті Мігела в 1650 році.

## Графи
1. Лопу де Алмейда (1416—1486)
2. Жуан де Алмейда (1445—1512) — син Лопу.
3. Лопу ІІ де Алмейда (1470—?) — син Жуана.
4. Мігел де Алмейда (1575—1650) — кузен Лопу ІІ.